# Lakeru Laran
Lakeru Laran (Lekeru Laun) ist eine osttimoresische Siedlung im Suco Acumau (Verwaltungsamt Remexio, Gemeinde Aileu).

## Geographie und Einrichtungen
Lakeru Laran liegt im Nordwesten der Aldeia Fatumanaro. Die Häuser liegen verstreut um die Kirche Evangélica Presbiteriana Nazareno Caisabe der Igreja Evangélica Presbiteriana de Timor-Leste (IEPTL). Richtung Südosten schließen sich die Häuser des Ortes Fatumanaro an. Westlich liegt im Suco Camea das Dorf Cadabunac.
Das Gebiet kam erst 2015 zum Suco Acumau. Davor gehörte es zum Nachbar-Suco Camea und seiner Aldeia Caisabe, weswegen die Kirche in Lakeru Laran dessen Name trägt.